# Diocesi di Ogdensburg
La diocesi di Ogdensburg (in latino Dioecesis Ogdensburgensis) è una sede della Chiesa cattolica negli Stati Uniti d'America suffraganea dell'arcidiocesi di New York. Nel 2023 contava 88.300 battezzati su 499.000 abitanti. È retta dal vescovo Terry Ronald LaValley.

## Territorio
La diocesi comprende le seguenti contee nella parte settentrionale dello stato di New York, negli Stati Uniti d'America: Clinton, Essex, Franklin, Jefferson, Lewis e Saint Lawrence, nonché porzioni delle contee di Hamilton e di Herkimer.
Sede vescovile è la città di Ogdensburg, dove si trova la cattedrale di Santa Maria (St. Mary's Cathedral). 
Il territorio si estende su 31.165 km² ed è suddiviso in 80 parrocchie.

## Storia
La diocesi è stata eretta il 16 febbraio 1872 con il breve Quod catholico nomini di papa Pio IX, ricavandone il territorio dalla diocesi di Albany.

## Cronotassi dei vescovi
Si omettono i periodi di sede vacante non superiori ai 2 anni o non storicamente accertati.
- Edgar Philip Prindle Wadhams † (15 febbraio 1872 - 5 dicembre 1891 deceduto)
- Henry Gabriels † (15 gennaio 1892 - 23 aprile 1921 deceduto)
- Joseph Henry Conroy † (21 novembre 1921 - 20 marzo 1939 deceduto)
- Francis Joseph Monaghan † (20 marzo 1939 succeduto - 13 novembre 1942 deceduto)
- Bryan Joseph McEntegart † (5 giugno 1943 - 19 agosto 1953 dimesso[1])
- Walter Philip Kellenberg † (19 gennaio 1954 - 16 aprile 1957 nominato vescovo di Rockville Centre)
- James Johnston Navagh † (2 maggio 1957 - 12 febbraio 1963 nominato vescovo di Paterson)
- Leo Richard Smith † (12 febbraio 1963 - 9 ottobre 1963 deceduto)
- Thomas Andrew Donnellan † (28 febbraio 1964 - 24 maggio 1968 nominato arcivescovo di Atlanta)
- Stanislaus Joseph Brzana † (22 ottobre 1968 - 11 novembre 1993 ritirato)
- Paul Stephen Loverde (11 novembre 1993 -25 gennaio 1999 nominato vescovo di Arlington)
- Gerald Michael Barbarito (26 ottobre 1999 - 1º luglio 2003 nominato vescovo di Palm Beach)
- Robert Joseph Cunningham (9 marzo 2004 - 21 aprile 2009 nominato vescovo di Syracuse)
- Terry Ronald LaValley, dal 23 febbraio 2010

## Statistiche
La diocesi nel 2023 su una popolazione di 499.000 persone contava 88.300 battezzati, corrispondenti al 17,7% del totale.
| anno | popolazione | popolazione | popolazione | presbiteri | presbiteri | presbiteri | presbiteri                | diaconi | religiosi | religiosi | parrocchie |
| anno | battezzati  | totale      | %           | numero     | secolari   | regolari   | battezzati per presbitero | diaconi | uomini    | donne     | parrocchie |
| ---- | ----------- | ----------- | ----------- | ---------- | ---------- | ---------- | ------------------------- | ------- | --------- | --------- | ---------- |
| 1949 | 118.682     | 330.386     | 35,9        | 220        | 171        | 49         | 539                       |         | 70        | 583       | 154        |
| 1966 | 166.555     | 390.188     | 42,7        | 264        | 204        | 60         | 630                       |         | 115       | 631       | 118        |
| 1970 | 169.589     | 390.337     | 43,4        | 201        | 169        | 32         | 843                       |         | 60        | 549       | 122        |
| 1976 | 171.543     | 382.353     | 44,9        | 223        | 181        | 42         | 769                       |         | 72        | 421       | 161        |
| 1980 | 169.845     | 404.806     | 42,0        | 215        | 175        | 40         | 789                       |         | 73        | 376       | 161        |
| 1990 | 172.000     | 402.000     | 42,8        | 205        | 179        | 26         | 839                       | 44      | 50        | 263       | 159        |
| 1999 | 136.090     | 430.422     | 31,6        | 182        | 167        | 15         | 747                       | 58      | 9         | 203       | 120        |
| 2000 | 137.022     | 430.000     | 31,9        | 163        | 151        | 12         | 840                       | 56      | 24        | 176       | 120        |
| 2001 | 143.084     | 450.982     | 31,7        | 154        | 142        | 12         | 929                       | 56      | 24        | 166       | 120        |
| 2002 | 143.700     | 462.000     | 31,1        | 153        | 141        | 12         | 939                       | 54      | 25        | 164       | 119        |
| 2003 | 143.700     | 462.000     | 31,1        | 143        | 134        | 9          | 1.004                     | 55      | 21        | 153       | 117        |
| 2004 | 143.700     | 462.000     | 31,1        | 137        | 130        | 7          | 1.048                     | 64      | 17        | 146       | 119        |
| 2013 | 123.700     | 519.000     | 23,8        | 104        | 98         | 6          | 1.189                     | 67      | 13        | 108       | 99         |
| 2016 | 94.296      | 497.756     | 18,9        | 105        | 97         | 8          | 898                       | 77      | 12        | 85        | 93         |
| 2019 | 86.182      | 493.000     | 17,5        | 91         | 83         | 8          | 947                       | 87      | 11        | 79        | 91         |
| 2021 | 88.140      | 498.000     | 17,7        | 93         | 84         | 9          | 947                       | 76      | 9         | 69        | 84         |
| 2023 | 88.300      | 499.000     | 17,7        | 89         | 80         | 9          | 992                       | 82      | 9         | 60        | 80         |

## Istituti religiosi presenti in diocesi
Nel 2013 contavano case in diocesi i seguenti istituti religiosi:

- Compagnia di Gesù
- Figlie della carità del Sacro Cuore
- Figlie della carità di San Vincenzo de' Paoli
- Fratelli dell'istruzione cristiana di Ploërmel
- Frati francescani dell'Atonement
- Missionari del Sacro Cuore di Gesù
- Orsoline dell'unione romana
- Religiose serve di Maria
- Società delle figlie del Cuore di Maria

- Suore adoratrici del Preziosissimo Sangue di Nostro Signore Gesù Cristo
- Suore della carità di San Luigi
- Suore della Croce
- Suore della misericordia delle Americhe
- Suore di San Giuseppe di Carondelet
- Suore di San Giuseppe di Watertown
- Suore domenicane della speranza
- Suore francescane dell'espiazione
- Suore grigie del Sacro Cuore